# Pilumno
Pilumno (en latín: Pilumnus) es un personaje misterioso de la mitología romana arcaica, deidad de la naturaleza y protector de los niños en el hogar, especialmente contra las fechorías de Silvano.

## Descripción
Se le asociaba para esta función protectora con otras dos misteriosas diosas: Intercidona y Deverra. La primera es la diosa "de los golpes de hacha" contra las puertas para expulsar al demonio Silvano, y la segunda "de la escoba" con la que se barría el umbral tras el nacimiento de un niño. Así permitían que los niños crecieran y se mantuvieran sanos. Pilumno derivaría su nombre del latín: pilon ("mortero"), con el que se golpeaba la puerta en la ocasión. El hacha, el mortero y la escoba pasaron a ser símbolos de la vida civilizada o agrícola, ya que sin un hacha no se puede talar ningún árbol, es necesario un mortero para machacar el grano y el grano se barre con una escoba.
Otra posible etimología lo hace derivar de pilum (la jabalina de los romanos). También se le llamaba Picumno, quizá asociándolo con el dios Pico, o bien, su hermano gemelo se llamaba así. En la Eneida, Virgilio hace de Pilumno el abuelo de Turno y el padre de Dauno. Los antiguos romanos construían una cama adicional tras el nacimiento de un niño para asegurarse la ayuda de este dios. 
Para honrarlo, durante una ceremonia en su honor, se clavaba una estaca en el suelo. Como dios agrícola, enseñó a la humanidad el uso del mortero para moler el grano.